# Puerto Rico en los Juegos Olímpicos
Puerto Rico en los Juegos Olímpicos está representado por el Comité Olímpico de Puerto Rico, creado en 1948 y reconocido por el Comité Olímpico Internacional en el mismo año.
Ha participado en veinte ediciones de los Juegos Olímpicos de Verano, su primera presencia tuvo lugar en Londres 1948. El equipo olímpico ha obtenido un total de doce medallas en las ediciones de verano: dos de oro, dos de plata y ocho de bronce.
En los Juegos Olímpicos de Invierno ha participado en siete ediciones, siendo Sarajevo 1984 su primera aparición en estos Juegos. El equipo olímpico no ha conseguido ninguna medalla en las ediciones de invierno.

## Medallero

### Por edición
| Evento              | Oro | Plata | Bronce | Total |
| ------------------- | --- | ----- | ------ | ----- |
| Londres 1948        | 0   | 0     | 1      | 1     |
| Helsinki 1952       | 0   | 0     | 0      | 0     |
| Melbourne 1956      | 0   | 0     | 0      | 0     |
| Roma 1960           | 0   | 0     | 0      | 0     |
| Tokio 1964          | 0   | 0     | 0      | 0     |
| México 1968         | 0   | 0     | 0      | 0     |
| Múnich 1972         | 0   | 0     | 0      | 0     |
| Montreal 1976       | 0   | 0     | 1      | 1     |
| Moscú 1980          | 0   | 0     | 0      | 0     |
| Los Ángeles 1984    | 0   | 1     | 1      | 2     |
| Seúl 1988           | 0   | 0     | 0      | 0     |
| Barcelona 1992      | 0   | 0     | 1      | 1     |
| Atlanta 1996        | 0   | 0     | 1      | 1     |
| Sídney 2000         | 0   | 0     | 0      | 0     |
| Atenas 2004         | 0   | 0     | 0      | 0     |
| Pekín 2008          | 0   | 0     | 0      | 0     |
| Londres 2012        | 0   | 1     | 1      | 2     |
| Río de Janeiro 2016 | 1   | 0     | 0      | 1     |
| Tokio 2020          | 1   | 0     | 0      | 1     |
| París 2024          | 0   | 0     | 2      | 2     |
| TOTAL               | 2   | 2     | 8      | 12    |

| Evento           | Oro | Plata | Bronce | Total |
| ---------------- | --- | ----- | ------ | ----- |
| Sarajevo 1984    | 0   | 0     | 0      | 0     |
| Calgary 1988     | 0   | 0     | 0      | 0     |
| Albertville 1992 | 0   | 0     | 0      | 0     |
| Lillehammer 1994 | 0   | 0     | 0      | 0     |
| Nagano 1998      | 0   | 0     | 0      | 0     |
| 2002 – 2014      | –   | –     | –      | –     |
| Pyeongchang 2018 | 0   | 0     | 0      | 0     |
| Pekín 2022       | 0   | 0     | 0      | 0     |
| TOTAL            | 0   | 0     | 0      | 0     |

### Por deporte
Deportes de verano
| Evento    | Oro | Plata | Bronce | Total |
| --------- | --- | ----- | ------ | ----- |
| Atletismo | 1   | 0     | 2      | 3     |
| Boxeo     | 0   | 1     | 5      | 6     |
| Lucha     | 0   | 1     | 1      | 2     |
| Tenis     | 1   | 0     | 0      | 1     |
| TOTAL     | 2   | 2     | 8      | 12    |